# Rezentralisierung
Rezentralisierung ist ein Begriff, unter dem technische Konzepte zusammengeführt sind, die sich Ende der 1990er Jahre als Antwort auf die wirtschaftlichen Konsequenzen der Client-Server-Technologie entwickelt haben.
Im Umfeld von IT-Infrastrukturen spricht man von Rezentralisierung, wenn in einer bestehenden Client-Server-Infrastruktur, die dezentral betrieben Services an einer reduzierten Anzahl von Standorten (in der Regel Rechenzentren) zusammengeführt werden.
Die Ziele einer Zentralisierung können sein:
- die Verbesserung von Service-Leveln
- die Reduktion von Kosten
- die Erhöhung der Kostentransparenz

Dies wird erreicht, in dem die Effizienz der Nutzung hochqualitativer technischer Systeme so erhöht wird, dass die Infrastruktur Anforderungen der Anwender flexibler und kosteneffizienter erfüllt, als dies vollständig dezentral betriebene Systeme erlauben.
Diese Rezentralisierung kann sowohl die Systeme selbst als auch die Verwaltung von Systemen betreffen.
Ausprägungen der Rezentralisierung können sein:
- Zentrale Verwaltung dezentraler Software (Softwareverteilung)
- Verringerung der Anzahl der Server auf Leistungsstärkeren Systemen (Server-Konsolidierung).
- Nutzung von Internet-Technologien

Der Einsatz von Internet-Technologien erfolgt in der Regel im Zusammenhang mit dem Einsatz von Intranet-Portalen und Intra ASP Lösungen (Webanwendungen, Terminal-Servern).
Seit ca. 2002 wurden diese Technologien ergänzt durch verschiedene Arten von Virtualisierungskonzepten. Diese umfassen:
- Servervirtualisierung
- Desktop-Virtualisierung

sowie die Bereitstellung von individuell konfigurierter, aber im Rechenzentrum betriebener PCs (Blade-PC), auf die über grafische Methoden (RDP, ICA) zugegriffen wird.
Vorteile der Virtualisierung liegen dabei:
- in der Möglichkeit des Ausgleichs von Spitzenlasten
- in der Vermeidung dezentral zu beherrschender Infrastrukturelemente (Softwareverteilung etc.)

## Rezentralisierung des Mehrprodukts
Unter Rezentralisierung wird auch der Prozess verstanden, der einen Verfall sogenannter asiatischer Produktionsweisen (in Europa als Feudalismus bezeichnet) mit anschließender wiedererfolgender Stärkung der Staatsklasse, sowie einer neueinführenden Bereitschaft zur Reichsbildung offenstehenden Gesellschaft beschreibt. Die politisch-administrativen Aneignungsmöglichkeiten (Ausbeutung der Bauern mit dem Ziel der Mehrwertaneignung) werden nach diesem Verfall nicht gänzlich zerschlagen, sondern in Form eines zyklischen Prozesses wiederbelebt. 
Die Mehrwertaneignung erfolgt über eine elitäre Beamten- oder Staatsklasse, oder sowie in Europa der Fall war durch feudale Grundherren, die sich das Mehrprodukt durch Steuer- oder Pachteinnahmen aneignen und damit in einer bestimmten Klasse zentralisieren. 
Das Auseinanderbrechen dieser Klassen, durch Aufstände oder auch größenbedingten Zerfall des Reiches unterbricht die Zentralisierung des Mehrproduktes und lässt theoretisch egalitäre (Dorf-)Gemeinschaften entstehen, aus denen sich eine neue gehobene Schicht entwickelt, die wiederum dafür sorgt, dass sich eine (Re-)Zentralisierung des angeeigneten Mehrwerts vollzieht. 
In Europa wurde eine solche Rezentralisierung im Mittelalter durch verschiedene Gründe verhindert, die u. a. zur Durchsetzung der Konkurrenzbedingungen und zur Steigerung des Massenkonsums und damit zur Entwicklung des Kapitalismus beitrugen. 
Verschiedene Gründe die in Europa zur Verhinderung der Rezentralisierung beitrugen:
- Die Fraktionierung der Grundherrenklasse, die sich das Mehrprodukt als einzelne von den Bauern die auf ihren Ländereien ansässig waren angeeignet haben. Dadurch gab es schon individuelle Anreize zur Produktivkraftsteigerung, da ein höheres Mehrprodukt dem einzelnen Grundherren zugutekam. (im Gegensatz zu einer Beamtenklasse die sich das Mehrprodukt durch Steuern aneignen und es keine individuelle Einkommenserhöhung durch Produktivkraftsteigerung gibt)
- Dieses war durch eine weitgehende Kommerzialisierung des Bodens bestimmt, die in der Antike nach dem Zusammenbruch Westroms ihren Ausgangspunkt hatte.
- Die hohe Stellung des Erbrechts bewirkte, dass eine größere Streuung des Bodeneigentum erhalten blieb und sich eine genaue Übereinstimmung von staatlichen Funktionsträgern und Bodeneigentümern nicht einstellen konnte.
- Eine Fraktionierung der herrschenden Klasse aufgrund eines permanenten Konfliktes zwischen Papsttum und Kaisertum.
- Sowie damit einhergehend die Möglichkeit einer größeren Selbständigkeit der Städte.